# 神興
神興（じんごう）とは、福岡県福津市の地区名である。東西を西鉄バスとJR鹿児島本線が走る。北九州都市圏および福岡都市圏の拠点地区である。近年では、東福間とも呼ばれる。

## 歴史
- 宗像地方の地域拠点である。
- 古代より、宗像氏の支配下にあった。
- 南郷との境にある許斐山は戦国時代の宗像氏と大友氏・立花氏の争いが絶えない古戦場であった。
- 江戸時代は。黒田藩の支配下にあった。
- 明治時代に宗像郡神興村成立。
- 市町村合併の際に町域の大半が、福間町と合併し、村山田地区がごく一部を除き宗像町の東郷区に編入された。福津市村山田も存在する。

## 観光名所
- 許斐山
- 太閤水

## 交通
- JR鹿児島本線・東福間駅
- 西鉄バス宗像
- 車では、若宮インターチェンジまたは、古賀インターチェンジが最寄り。